# Караджа, Джем
Джем Караджа (тур. Cem Karaca; 5 апреля 1945 — 8 февраля 2004) — турецкий рок-музыкант. Одна из наиболее заметных фигур в анатолийском рок-движении.

## Биография
Родился в 1945 году в турецком городе Антакья и был единственным ребёнком в семье азербайджанца Мехмета Ибрахим Караджи и армянки Ирмы Фелекян (Тото Караджа), известной актрисы театра и кино.
Его первая группа называлась «Динамиты» и была классической рок-кавер-группой, а позже он присоединился к другой кавер-группе «Ягуары». Сочинять свою собственную музыку начал с 1967 года, присоединившись к группе Apaşlar, это была его первая группа, исполняющая песни на турецком языке. В том же году принял участие в популярном музыкальном конкурсе «Золотой микрофон» (тур. Altın Mikrofon), в котором занял второе место с песней «Emrah».
В 1969 году Караджа и бас-гитарист Сархан Карабай оставили «Apaşlar» и создали оригинальную анатолийскую группу под названием Kardaşlar (Братья).
В 1972 году Караджа присоединился к группе Moğollar (Монголы) и написал одну из своих самых известных песен, «Namus Belası». Однако, лидер «Moğollar» Кахит Беркай, стремясь к международной известности для своей группы уехал во Францию, дабы поднять группу на новый уровень. Караджа продолжил анатолийский рок, оставив «Moğollar» и в 1974 году создав свою собственную группу Dervişan, в которой исполнял поэтические и прогрессивные песни.
В 1970-х Турцию охватили политическое насилие между сторонниками левых и правых, сепаратистские движения и исламизм. Страна впала в хаос, правительство считало причастным и Джема Караджу. Время от времени он обвинялся в государственной измене за сепаратистские и марксистско-ленинские взгляды.
В конечном счёте «Dervişan» распался в конце 1977 года. В 1978 году Караджа основал Edirdahan, акроним «от Эдирне до Ардахан» (самые западные и самые восточные области Турции). С «Edirdahan» сделал запись одной LP.
В начале 1979 года Караджа уезжает в Западную Германию. Турция продолжала выходить из-под контроля военного комендантского часа и в конечном итоге, закончившегося военным переворотом 12 сентября 1980-го. Генерал Кенан Эврен захватил правительство и временно закрыл все национальные политические партии. После переворота арестовывались многие интеллектуалы, писатели, художники и журналисты. Правительством Турции был выдан ордер и на арест Караджи. Государство приглашало Караджу обратно в страну несколько раз, но он решил не возвращаться. В то время пока он находился в Германии, умер его отец. Через некоторое время, турецкое правительство приняло решение лишить Джема Караджу турецкого гражданства, сохраняя активным ордер на арест. В 1987 году премьер-министр и лидер турецкой партии «Отечество», Тургут Озал, выдал амнистию для Караджи. Вскоре после этого он вернулся в Турцию. Его возвращение принесло новый альбом, «Merhaba Gençler ve Her Zaman Genç Kalanlar».
Скончался 8 февраля 2004 года, похоронен на кладбище района Ускюдар города Стамбула.

## Дискография

### Альбомы
- 1974: «Cem Karaca’nın Apaşlar, Kardaşlar, Moğollar ve Ferdy Klein’a Teşekkürleriyle» (Yavuz LP 1006)
- 1977: «Yoksulluk Kader Olamaz» (Yavuz LP 1021)
- 1980: «Hasret» (Türküola 1289)
- 1982: «Bekle Beni» (Türküola)
- 1984: «Die Kanaken» (Plane RC 0972-88375/76)
- 1987: «Merhaba Gençler ve Her Zaman Genç Kalanlar» (Emre 569)
- 1988: «Töre» (Emre HE 579)
- 1990: «Yiyin Efendiler» (Özbir 032)
- 1992: «Nerde Kalmıştık?» (Marşandiz 083)
- 1999: «Bindik Bir Alamete…» (Major Müzik 21550)
- 2007: «Püsküllü Moruk» (Destur 001)

## Фильмография
- Kralların Öfkesi (1970)
- Avcı (2001) TV dizisi
- Yeni Hayat (2001) TV dizisi
- Kahpe Bizans (1999)